# 笠松運動公園球技場
笠松運動公園球技場（かさまつうんどうこうえんきゅうぎじょう）は、茨城県が運営する笠松運動公園内に立地する球技場。同公園内には、Jリーグ水戸ホーリーホックのホームスタジアムである陸上競技場や補助競技場などが設置されている。

## 沿革
- 1974年 第29回国民体育大会の競技場として笠松運動公園の他施設とともに作られた。
- 2011年・東日本大震災により施設被害発生。その後一時休館していたが、2012年に修復・復旧。

## 施設概要
- アクセス：JR常磐線東海駅から茨城交通バス・笠松運動公園前下車。常磐自動車道那珂ICより30分
- 収容人数：8000人（全席芝生席）